# Francisco Lobato del Canto
Francisco Lobato del Canto (Medina del Campo, España, hacia 1530, hacia 1589), fue cronista de su villa y estudioso de la mecánica, considerándosele un técnico importante de su tiempo.
Dejó escrito un códice "para acordarse" y "porque lo sepan sus hijos", que abarca desde el año 1547 hasta el 1585. Dice que lo hizo de memoria y la mayor parte de él se escribió en 1577. En él se recogen sus dos pasiones: Medina del Campo y la mecánica. Hizo crónicas de los sucesos acaecidos en su villa y realizó el proyecto de escribir una historia de Medina del Campo, pues era un hombre de perfil culto para su época.
De su pasión por la mecánica dejó, en el códice que de él se conserva, información sobre diversos pozos que se construyeron, acompañados del dibujo correspondiente. Ello constituye un valioso legado sobre la ingeniería y tecnología de búsqueda y encauzamiento de aguas en la España del siglo XVI.